# Astrakhan-khanatet
Astrakhan-khanatet var en tatarisk feudalstat, som opstod efter Den Gyldne Hordes sammenbrud. Khanatet eksisterede i 1400- og 1500-tallet i området omkring udmundingen af floden Volga, hvor byen Astrakhan i dag ligger.
Khanatet blev oprettet i 1466 af Mäxmüd af Astrakhan. Hovedstaden var Xacítarxan, også kaldet Astrakhan i russiske krøniker. Dets territorium omfattede Volgas nederste dalgang og Volga-deltaet, herunder en stor del af det senere Astrakhan oblast og steppelandet på Volgas højre bred, i det som siden er blevet til Kalmykia. Mod vest grænsede det til Krim-khanatet. 

## Før khanatet
Området omkring nedre Volga var befolket af ulige tyrkiske stammer i hvert fald siden 400-tallet. Efter invasionen af mongolske stammer fra øst, kom området under styret kendt som Den Gyldne Horde. Da dette rige brød sammen, blev det delvist uafhængige Astrakhan-khanat etableret af Qasim I omkring 1466. Beliggenheden ved Volgas udmunding og ved vigtige handelsveje gjorde, at det tiltrak sig betydelige rigdomme, men også opmærksomhed hos omkringliggende stater og nomadestammer, som udsatte khanatet for talrige invasioner. Meñli I Giray, khanen af Krim-khanatet, som havde ødelagt Den Gyldne Hordes hovedstad Saraj, forårsagede betydelige ødelæggelser i khanatet.

## Befolkning og samfund
Størstedelen af befolkningen i Astrakhan-khanatet var bofaste Astrakhan-tatarer og nomadiske nogajer. Nogajene bedrev overvejende kvæghold, mens tatarene hovedsagelig var bønder, handelsmænd og håndværkere. Handelsmænd drev transithandel mellem Storfyrstedømmet Moskva, Kazan-khanatet, Krim-khanatet, Centralasien og Transkaukasus-regionen. 
Adelen bestod af feudale klasser, som fra øverste til laveste var: khan, sultan, bey og morza. Resten af befolkningen blev kaldt qara xalıq, det sorte folk – det sædvanlige tyrkiske udtryk for jævne mennesker. Statsreligionen var islam.

## Historie
I 1530'erne samarbejdede Astrakhan med Krim-khanatet og Nogaj-horden i et felttog mod Rusland. Senere var Astrakhan indblandet i konflikter mod sine tidligere tatar-allierede. I 1552 blev Kazan erobret af Ivan den grusomme, og lige efter overtog en gruppering, som støttede Moskva, magten i Astrakhan. 
Ivan 4. sendte soldater til Astrakhan, og indsatte Darwish Khan som en vasalhersker over Astrakhan-khanatet i 1554. Moskva-tro adelsmænd og Nogajiske stammefolk støttede russiske styrker, som besatte Astrakhan. Efter at truslen om angreb fra Krim mod Astrakhan var aftaget, konspirerede Darwish Khan med Krim-khanatet for at drive russerne ud af området. Ivan sendte russiske strelets- og kosak-armeer, som erobrede og annekterede området i 1556. Xacitarxan blev belejret og afbrændt, og khanatet opløst. Darwish Khan flygtede til borgen Azov. Efter khanatets fald blev tatarer angrebet af kalmyker, som fordrev de nogajiske nomader.
Astrakhan-khanatet var skueplads for den første krig mellem Det Osmanniske Rige og Rusland, da osmannerne uden held i 1568-1570 forsøgte at drive russerne ud af området under Den russisk-tyrkiske krig.
Mange nogajer blev flyttet til Kasakhstan og Dagestan. Det bor imidlertid fortsat omkring 70.000 Astrakhan-tatarer i Astrakhan oblast.
Hovedstaden i khanatet var Xacitarxan (eller Khadjitarkhan), som lå omkring 12 km fra dagens Astrakhan.